# Interzato in scudetto
In araldica il termine interzato in scudetto indica lo scudo con una bordura e caricato da uno scudo più piccolo posto in cuore.
Abitualmente le tre porzioni sono di smalto diverso, altrimenti la blasonatura sarebbe più correttamente: di (primo smalto) allo scudetto del (secondo smalto), alla bordura del secondo.